# Niphates mirabilis
Niphates mirabilis är en svampdjursart som först beskrevs av James Scott Bowerbank 1873.  Niphates mirabilis ingår i släktet Niphates och familjen Niphatidae. Inga underarter finns listade i Catalogue of Life.